# Токулешть
Токулешть, Токулешті (рум. Toculești) — село у повіті Димбовіца в Румунії. Входить до складу комуни Вулкана-Панделе.
Село розташоване на відстані 86 км на північний захід від Бухареста, 12 км на північ від Тирговіште, 147 км на північний схід від Крайови, 71 км на південь від Брашова.

## Населення
За даними перепису населення 2002 року у селі проживала 981 особа, усі — румуни. Усі жителі села рідною мовою назвали румунську.